# الصوح (شقراء)
الصوح، هي قرية من فئة (ب) تقع في محافظة شقراء، والتابعة لمنطقة الرياض في السعودية. يسكنها جماعه من الغربية من عتيبه ٬ وتبعد الصوح عن محافظة شقراء بمسافة تقارب () كم.